# カーゾラ・イン・ルニジャーナ
カーゾラ・イン・ルニジャーナ（伊: Casola in Lunigiana）は、イタリア共和国トスカーナ州マッサ＝カッラーラ県にある、人口約900人の基礎自治体（コムーネ）。

## 地理

### 位置・広がり

#### 隣接コムーネ
隣接するコムーネは以下の通り。括弧内のLUはルッカ県所属を示す。
- フィヴィッツァーノ
- ミヌッチャーノ (LU)
- シッラーノ・ジュンクニャーノ (LU)

### 気候分類・地震分類
カーゾラ・イン・ルニジャーナにおけるイタリアの気候分類 (it) および度日は、zona E, 2287 GGである。
また、イタリアの地震リスク階級 (it) では、zona 2 (sismicità media) に分類される。

## 行政

### 分離集落
フィヴィッツァーノには、以下の分離集落（フラツィオーネ）がある。
- Argigliano, Casciana, Castiglioncello, Codiponte, Equi Terme, Luscignano, Montefiore, Regnano, Reusa, Ugliancaldo, Vedriano, Vigneta